# Грејт Нек Гарденс (Њујорк)
Грејт Нек Гарденс (енгл. Great Neck Gardens) насељено је место без административног статуса у америчкој савезној држави Њујорк.

## Демографија
По попису из 2010. године број становника је 1.186, што је 97 (8,9%) становника више него 2000. године.
| Група             | 2000.       | 2010.       |
| Белци             | 956 (87,8%) | 968 (81,6%) |
| Афроамериканци    | 9 (0,8%)    | 9 (0,8%)    |
| Азијати           | 81 (7,4%)   | 143 (12,1%) |
| Хиспаноамериканци | 25 (2,3%)   | 20 (1,7%)   |
| Укупно            | 1.089       | 1.186       |